# د. بوسكونوفيتش
د. بوسكونوفيتش (باليابانية: ドクター・ボスコノビッチ، بالروماجي: Dokutā Bosukonobitchi)، عمل في البداية لدى ميشيما زايباتسو. أثناء تيكن الأولى، أغارت قبيلة مانجي (بقيادة يوشيمتسو) على قبو ميشيما زايباتسو. أثناء الغارة، خسر يوشيمتسو ذراعه وعثر عليه من قبل بوسكونوفيتش الذي ساعده على الهروب. اختطف بوسكونوفيتش من قبل كازويا ميشيما، في الفترة التي سبقت تيكن 2، وأجبره على العمل لديه. كان أحد المشاريع التي شارك فيها صنع الأسلحة البيولوجية روجر وأليكس وإكمال وحدة بروبرتايب جاك. بدأ في مشروع «النوم البارد» كوسيلة للحفاظ على جسم ابنته (التي يبدو أنها ماتت)، باستعمال نينا وآنا ويليامز كمادتي اختبار. بعد إكمال مهامه، وقبل إعدامه، أُنقذ بوسكونوفيتش بواسطة يوشيمتسو. بعد قرابة عشرين سنة، واجه مرضاً نادراً يصيب العمود الفقري. من أجل شفاء نفسه وإنعاش ابنته، احتاج بوسكونوفيتش إلى دم إله القتال الأزتيكي، أوغر. استعان بوسكونوفيتش بصديقه القديم: يوشيمتسو. دخل يوشيمتسو بطولة تيكن 3 ونجح في الحصول على عينة من دم أوغر الذي قُتل على يد جين كازاما.
خلال تيكن 4، عثر يوشيمتسو على برايان فيوري المصاب. وأحضره إلى الدكتور لإنقاذه. وضح بوسكونوفيتش لبرايان أنه سوف يزوده بالآلات مما سيسمح له بإعادة تجسيده. استلقى برايان على الكرسي، وأمسك بوسكونوفيتش بجهاز يشبه المسدس يحتوي غازاً منوماً. متمنياً له أحلاماً جميلة، قام بحقن الغاز في برايان. طوال تلك المدة، إلا أنه تحدث بلهجة، لطيفة للغاية، وأبوية وكان هادئاً جداً. ولكن الدكتور وجد جسد برايان معقداً للغاية، وثبت عوضاً عن ذلك مولداً أبدياً. بدأ برايان في مهاجمة الدكتور، وأعضاء قبيلة مانجي الذين كانوا معه. في حين لقي أعضاء القبيلة مصرعهم، نجا الدكتور من برايان، على الرغم من إصاباته البليغة. في تيكن 6، قام بصنع آلية في صورة ابنته.
أضيف د. بوسكونوفيتش كشخصية إضافية سرية في نسخة وحدة التحكم لتيكن 3، ولديه نفس فيلم النهاية لدى يوشيمتسو.

## وصلات خارجية
- تيكن ويكي
- تيكنبيديا الإنجليزية نسخة محفوظة 3 نوفمبر 2013 على موقع واي باك مشين.